# Slaget om Changsha (1939)
 Ikke at forveksle med Slaget om Changsha (1941), Slaget om Changsha (1942) og Slaget om Changsha (1944).
Slaget om Changsha (17. september – 6. oktober 1939) var det første japanske forsøg på at erobre byen Changsha under den 2. kinesisk-japanske krig.

## Baggrund og strategi
Krigen havde allerede nået et dødvande efter to års kampe. I starten af september indledte den japanske general Toshizo Nishio fra "Den japanske ekspeditionsstyrke i Kina" og generalløjtnant Seishiro Itagaki en operation, der skulle erobre Changsha, provinshovedstaden i Hunan. Den 101. og 106. japanske division blev indsat på den vestlige bred af Gan-floden i det nordlige Jiangxi, og 3., 6., 13. og 33. division marcherede sydpå fra det sydlige Hubei til det nordlige Hunan.
To af de primære motivationskilder for japanerne til at indlede angrebet var underskrivelsen af Molotov-Ribbentrop-pagten mellem deres tyske allierede og deres sovjetiske fjender, samt deres eget nederlag til sovjetiske styrker i Slaget ved Khalkhin Gol. Et stor angreb på kineserne kunne derfor genoprette moralen.
Det kom til at stå klart, at den 100.000 mand stærke japanske styrke ville tage retning mod Changsha. Den kinesiske strategi gik ud på at imødegå den fjendtlige kolonne i det nordlige Jiangxi og derpå omringe linjen på vejen sydpå.

## Slagets forløb
Japanerne indledte angrebene den 17. september, da deres styrker i det nordlige Jiangxi angreb vestpå mod Henan. Japanerne trængte imidlertid for langt vestpå og blev udsat for modangreb fra kinesiske styrker fra syd og nord, hvilket tvang dem til at trække sig tilbage østpå.
Den 19. september fortsatte japanerne herefter med at angribe kineserne langs Xinqiang-floden. Selv om brugen af giftgas var forbudt i henhold til Geneve konventionen brugte den japanske hær det mod kinesiske stillinger. Den 23. september drev japanerne kineserne ud af området ved Sinchiang-floden og den 6. og 13. division krydsede floden under dække af artilleriild og rykkede længere syd på langs Miluo-floden.
Kraftige kampe fortsatte efter den 23. september og kineserne trak sig sydpå for at trække japanerne til sig, mens støttende bataljoner ankom øst og vest for omringningen. Den 29. september havde japanerne nået udkanten af Changsha. De kunne imidlertid ikke erobre byen da deres forsyningslinjer blev afskåret af kineserne. Den 6. oktober var de japanske styrker ved Changsha blevet decimeret, mens resterne trak sig tilbage nordpå.

## Konklusion
Changsha var den første store by, som ikke faldt ved et japansk fremstød. Hærchefen, en farverig krigsherre, som var allieret med Chiang Kai-shek, Xue Yue opnåede snart stor prestige som følge af sine sejre ved Changsha. Ved at fastholde byen lykkedes det kineserne at forhindre japanerne i at konsolidere deres områder i Sydkina.